# 蓋爾山 (帕爾默地)
蓋爾山（英語：Mount Geier），是南極洲的山峰，位於帕爾默地東岸，處於席爾馬赫山北部，在1974年由美國地質調查局繪入地圖，現時由南極條約體系管理。